# Autodistruzione (singolo)
Autodistruzione è un singolo del cantautore italiano Holden, pubblicato il 18 aprile 2025.

## Descrizione
Il brano è scritto, composto e prodotto dallo stesso cantautore e parla di legami positivi in un viaggio emotivo potente e intimo, tra immagini evocative e atmosfere oniriche.

## Promozione
Il brano è stato eseguito dallo stesso cantautore il 26 aprile 2025 nel corso della sesta puntata del serale della ventiquattresima edizione del talent show Amici di Maria De Filippi.

## Video musicale
Il video musicale, diretto da Nicola Corradino, è stato pubblicato il 22 maggio 2025 attraverso il canale YouTube del cantautore, il quale è stato anticipato il giorno precedente durante un servizio del TG5.

## Tracce
Testi e musiche di Joseph Carta.
1. Autodistruzione – 3:54

## Formazione
- Joseph "Holden" Carta – voce, tastiere, sintetizzatore, programmazione, produzione
- Emyk – missaggio
- Massimo Colagiovanni – chitarra